# Ямно (гідрологічний заказник)
Ямно — гідрологічний заказник місцевого значення в Україні. Об'єкт розташований на території Любешівського району Волинської області, ДП «Любешівське ЛМГ», Великоглушанське лісництво, квартал 2, виділи 2, 3, квартал 3, виділ 4, квартал 4, виділи 5, 7, квартал 5, виділи 4, 5, 10, квартал 13, виділи 9, 12, квартал 14, виділи 10, 14, квартал 15, виділ 21, квартал 16, виділи 3, 11, квартал 19, виділ 1, квартал 21, виділ 26.
Площа — 218,3 га, статус отриманий у 2003 році. Входить до складу  національного природного парку «Прип'ять-Стохід».
Охороняються заболочені вільхові насадження в заплаві річки Прип'ять, де трапляються рідкісні види рослин, зокрема плаун колючий (Lycopodium annotinum) та тварин: журавель сірий (Grus grus), лелека чорний (Ciconia nigra), що занесені до Червоної книги України та міжнародних червоних списків.
Заказник входить до складу водно-болотних угідь міжнародного значення, що охороняються Рамсарською конвенцією головним чином як середовища існування водоплавних птахів, а також до Смарагдової мережі Європи.